# San Antonio Choil
San Antonio Choil, es una localidad del municipio de Municipio de Bokobá en el estado de Yucatán, México.

## Toponimia
El nombre (San Antonio Choil) hace referencia a Antonio de Padua y choil proviene del idioma maya.

## Datos históricos
- En 1960 cambia su nombre de San Antonio a San Antonio Choil.

## Demografía
Según el censo de 2005 realizado por el INEGI, la población de la localidad era de 0 habitantes.
| 47                          | 68 | ? | 0 | 6 | 4 | 14 | 15 | 8 | 0 | 0 | 0 | 0 |
| (Fuente: INEGI [Consultar]) |    |   |   |   |   |    |    |   |   |   |   |   |

## Galería

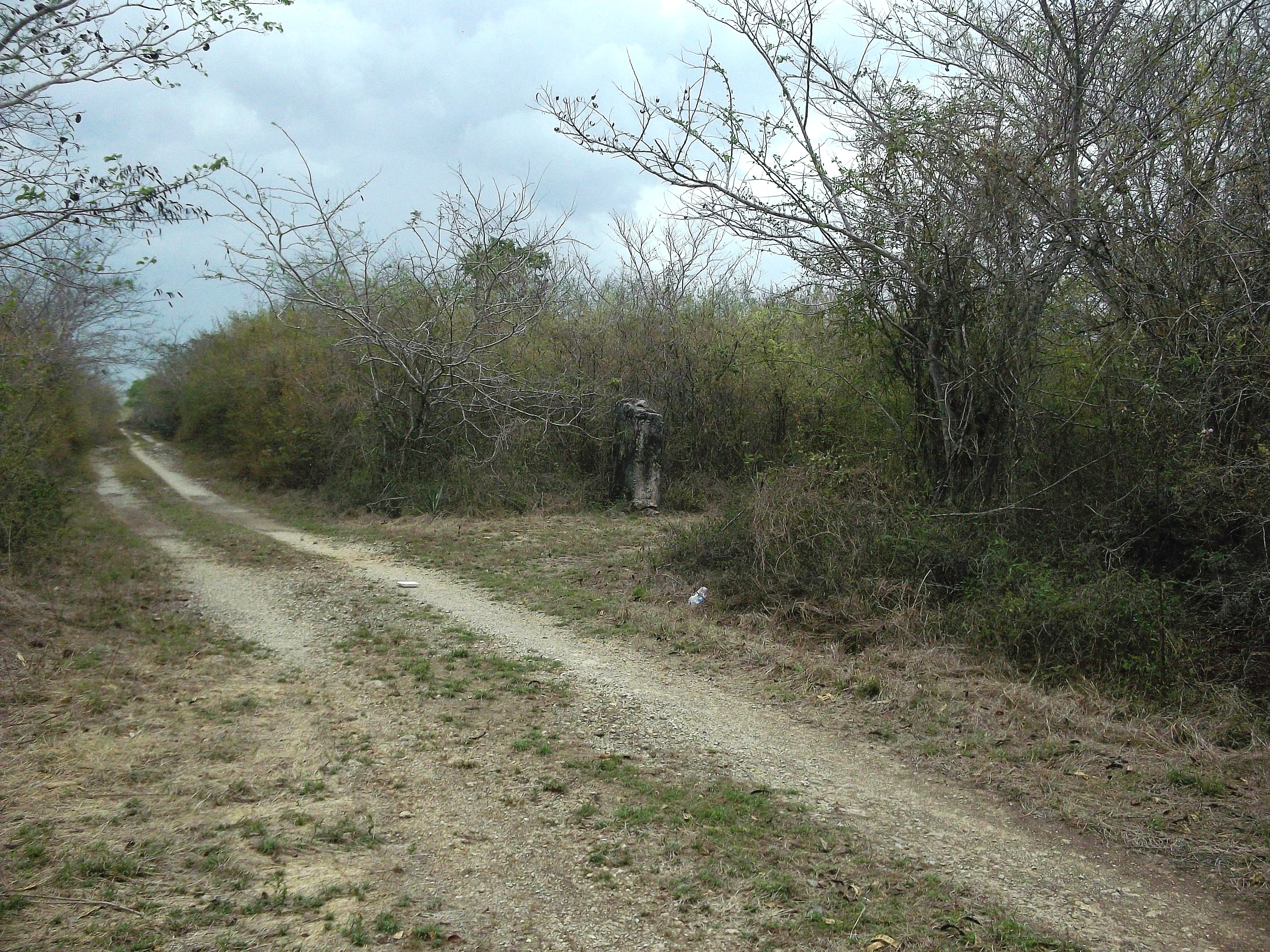
Entrada.
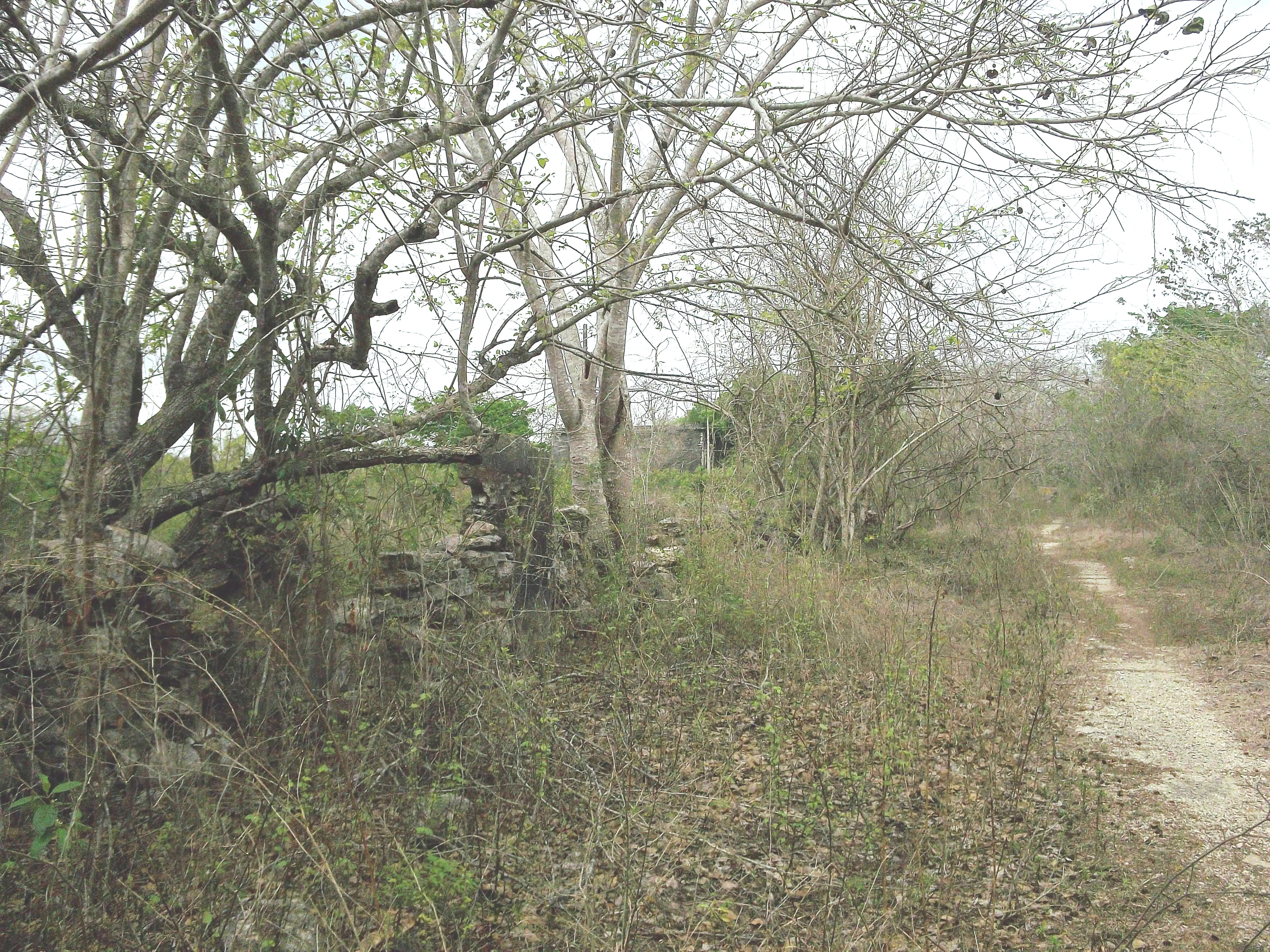
Entrada.
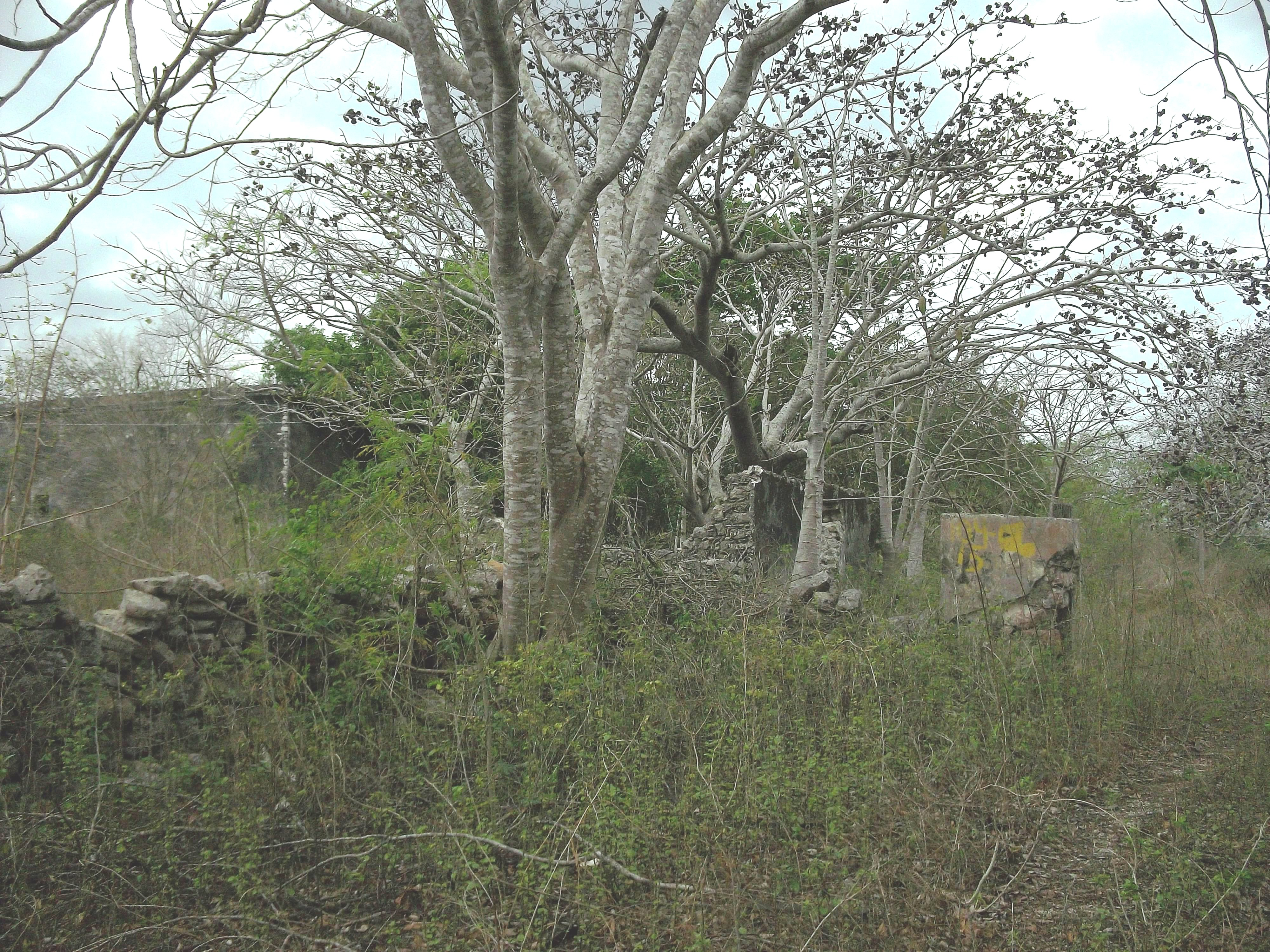
Vista.
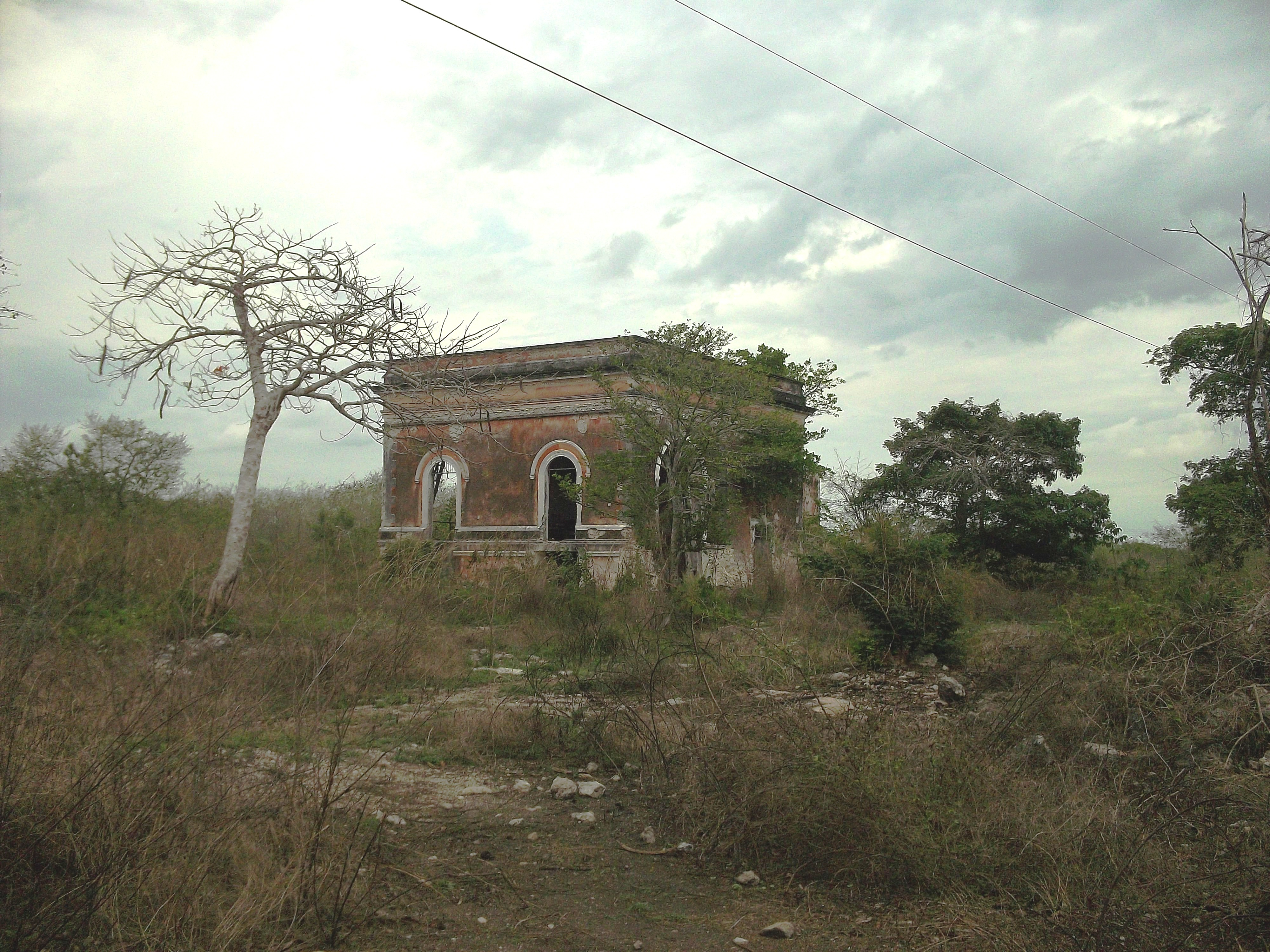
Vista.
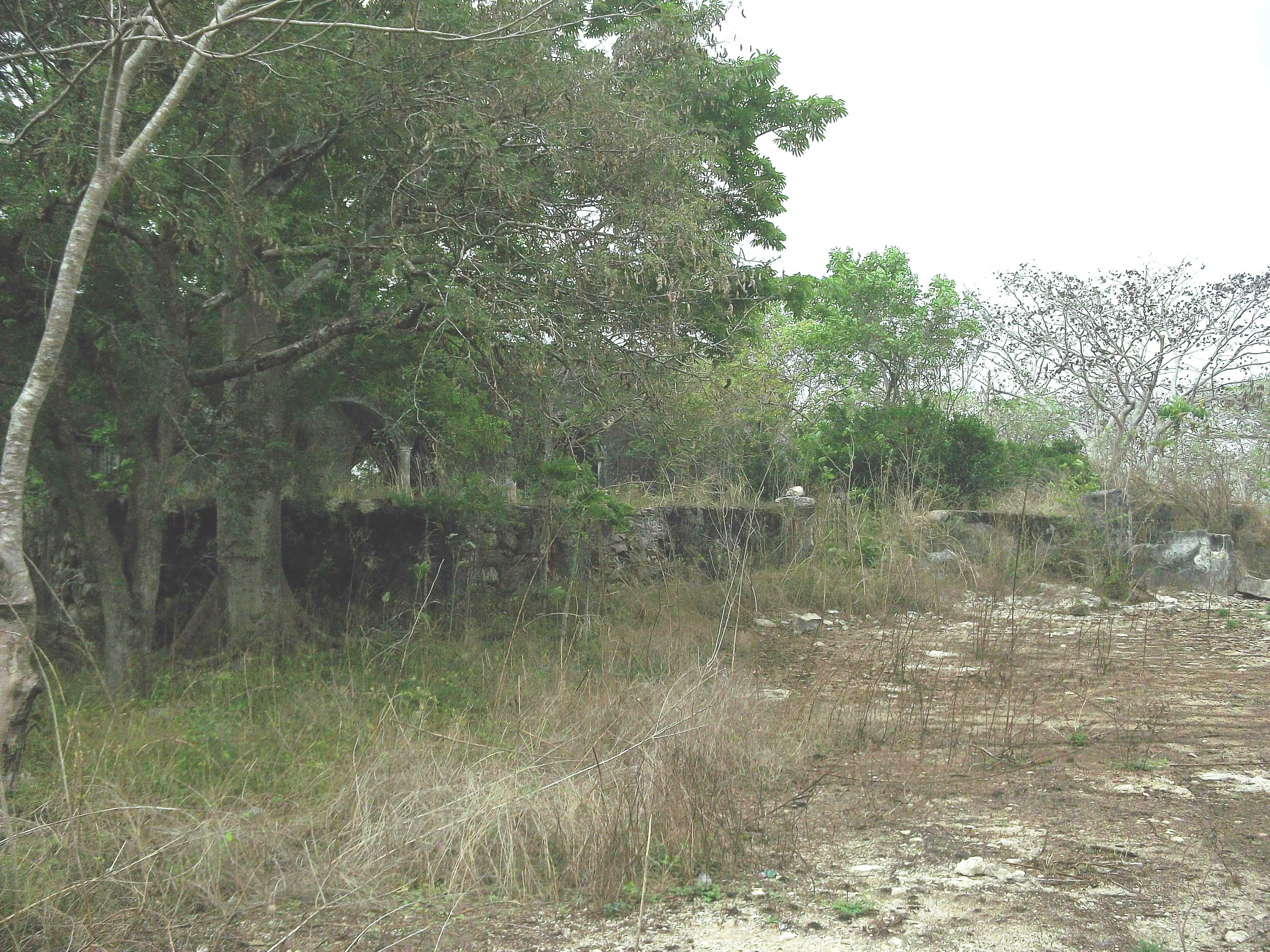
Vista.
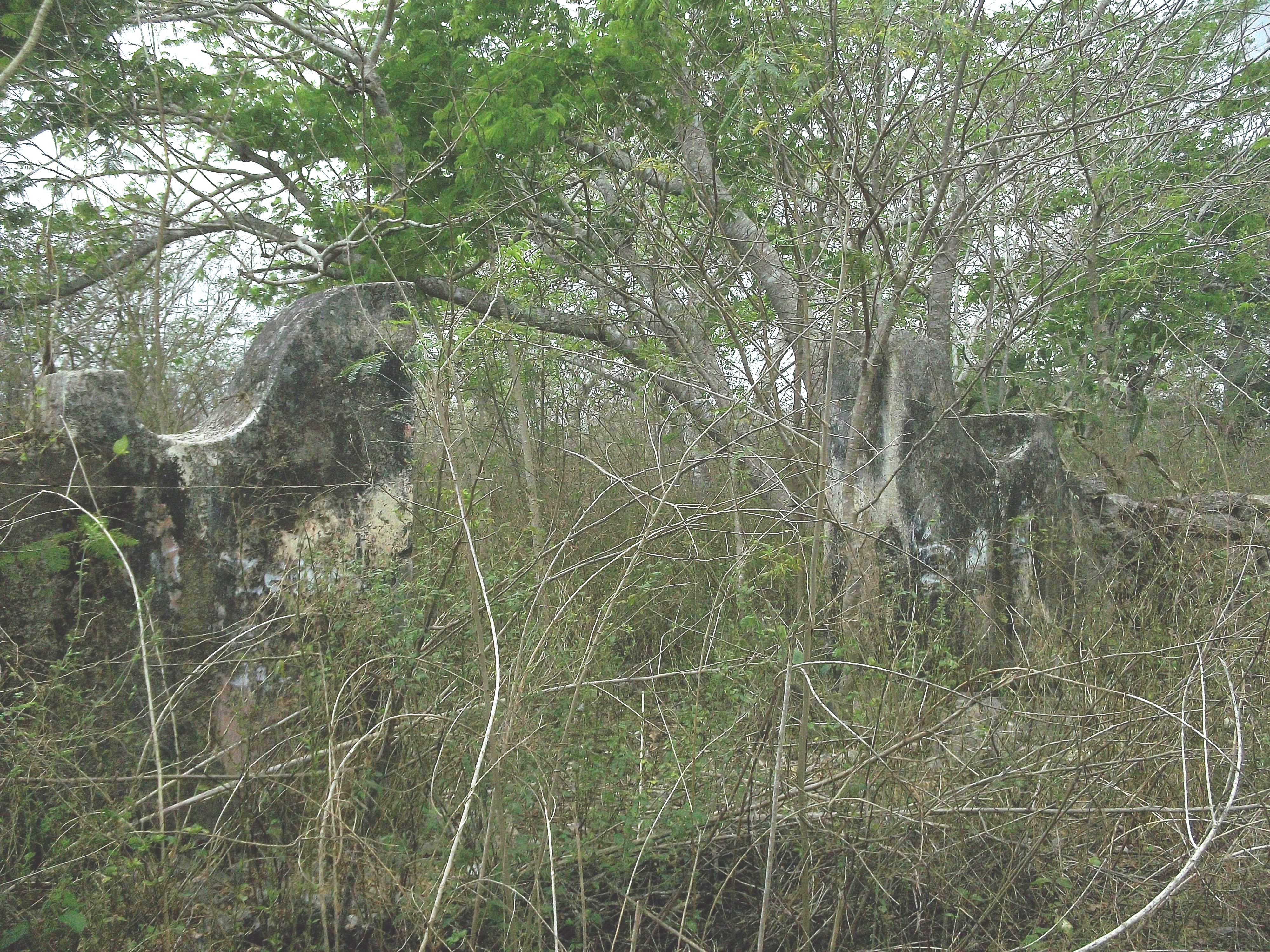
Vista.
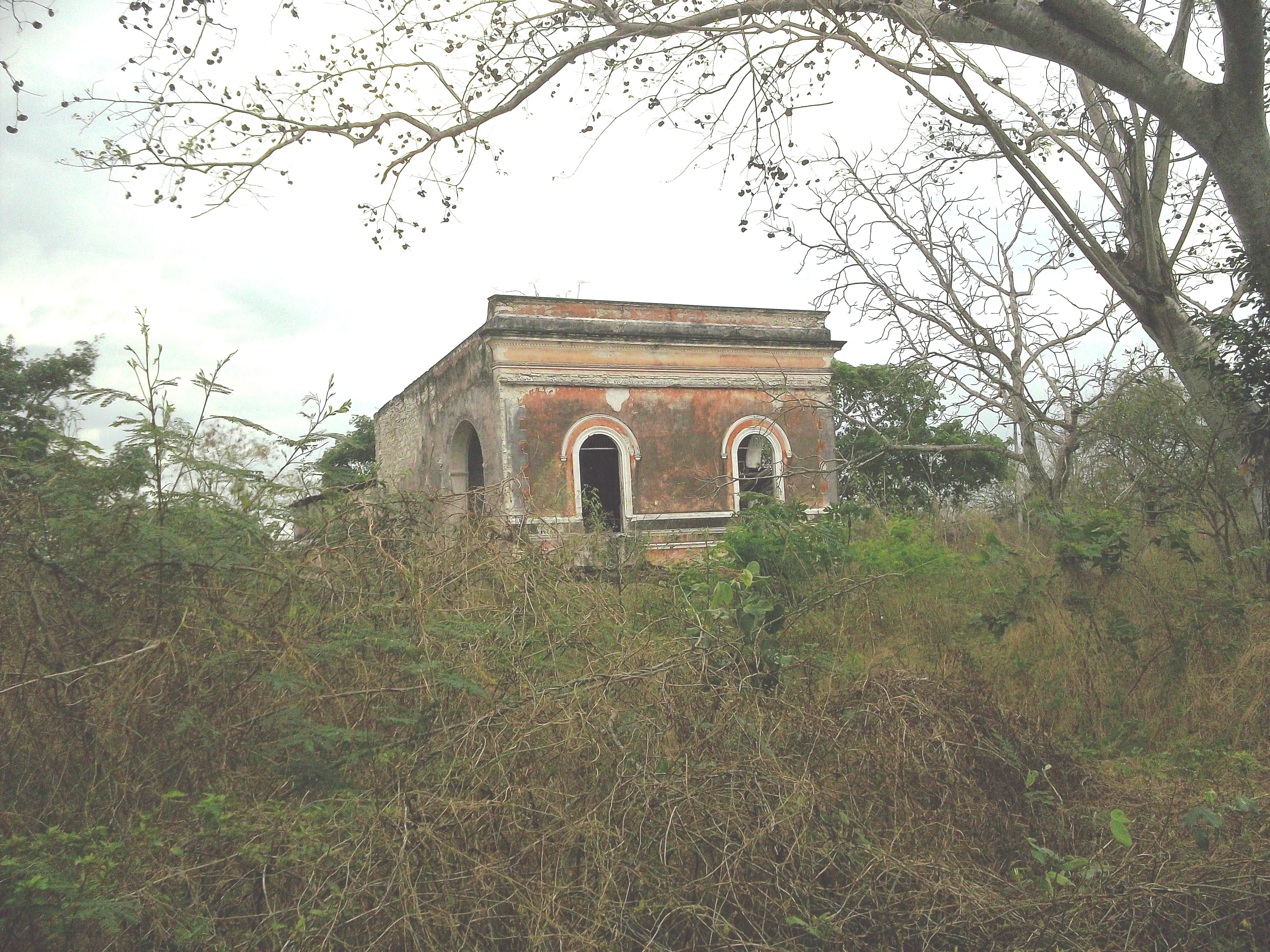
Vista.
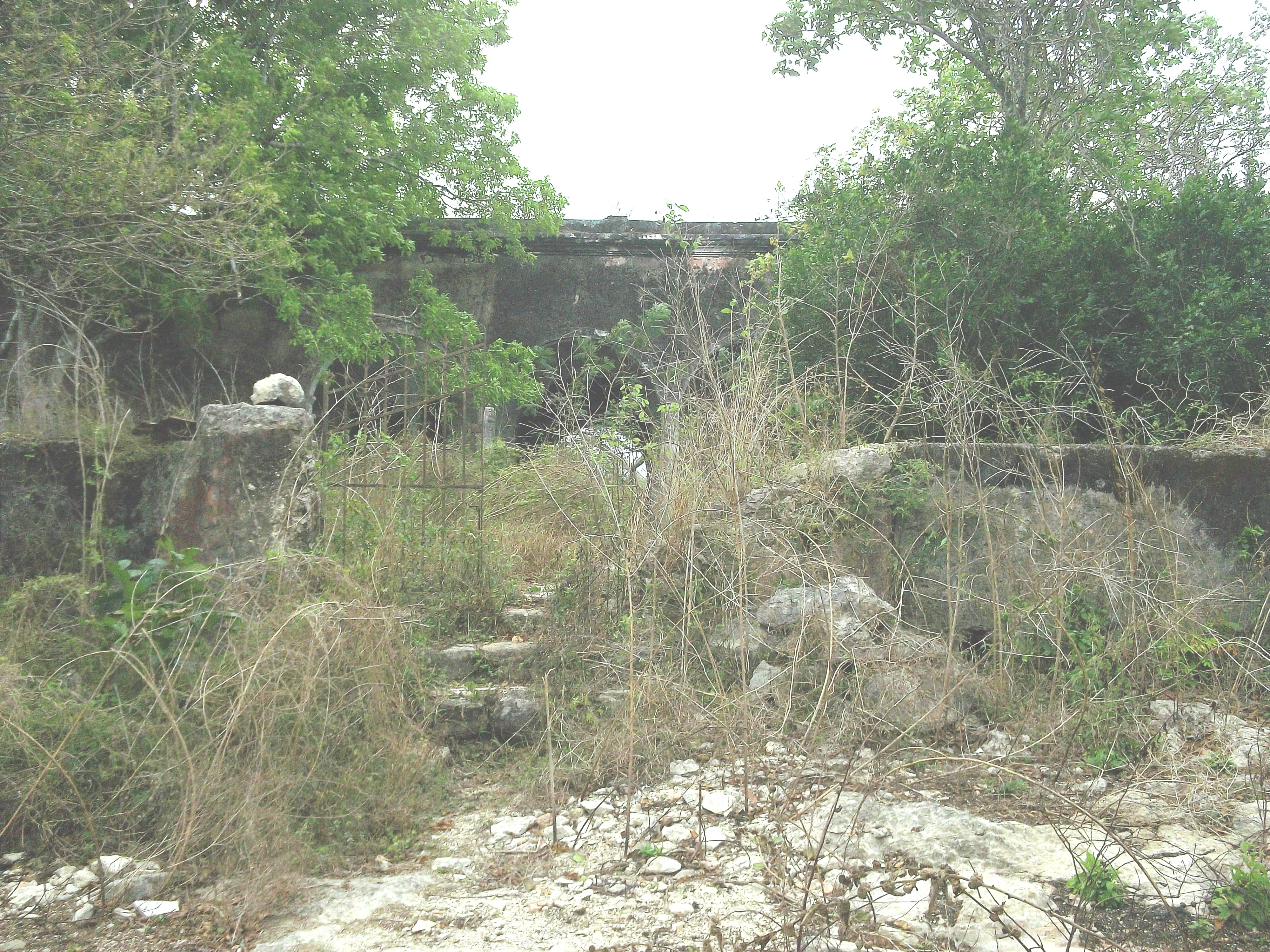
Casa principal.
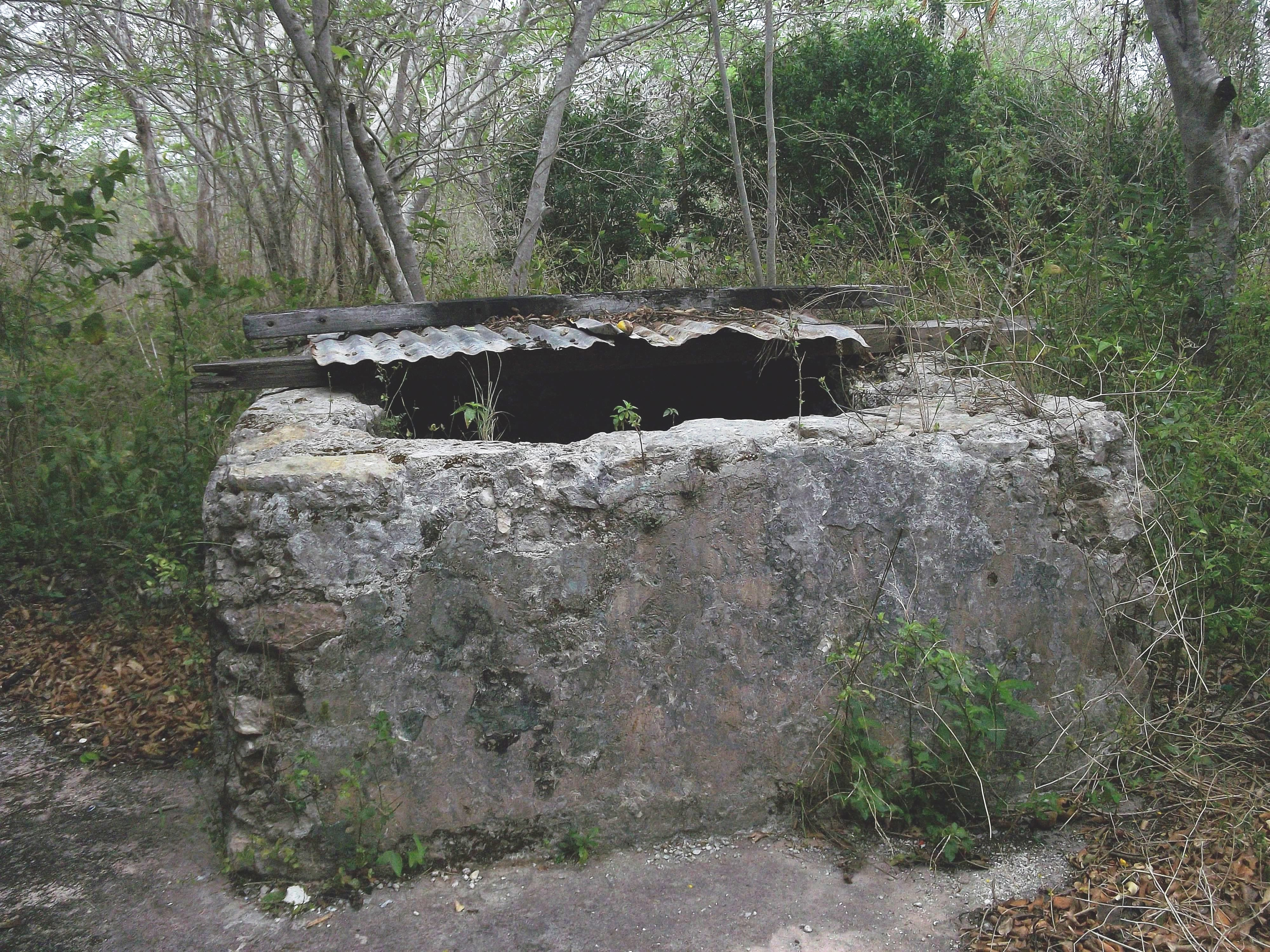
Pozo.
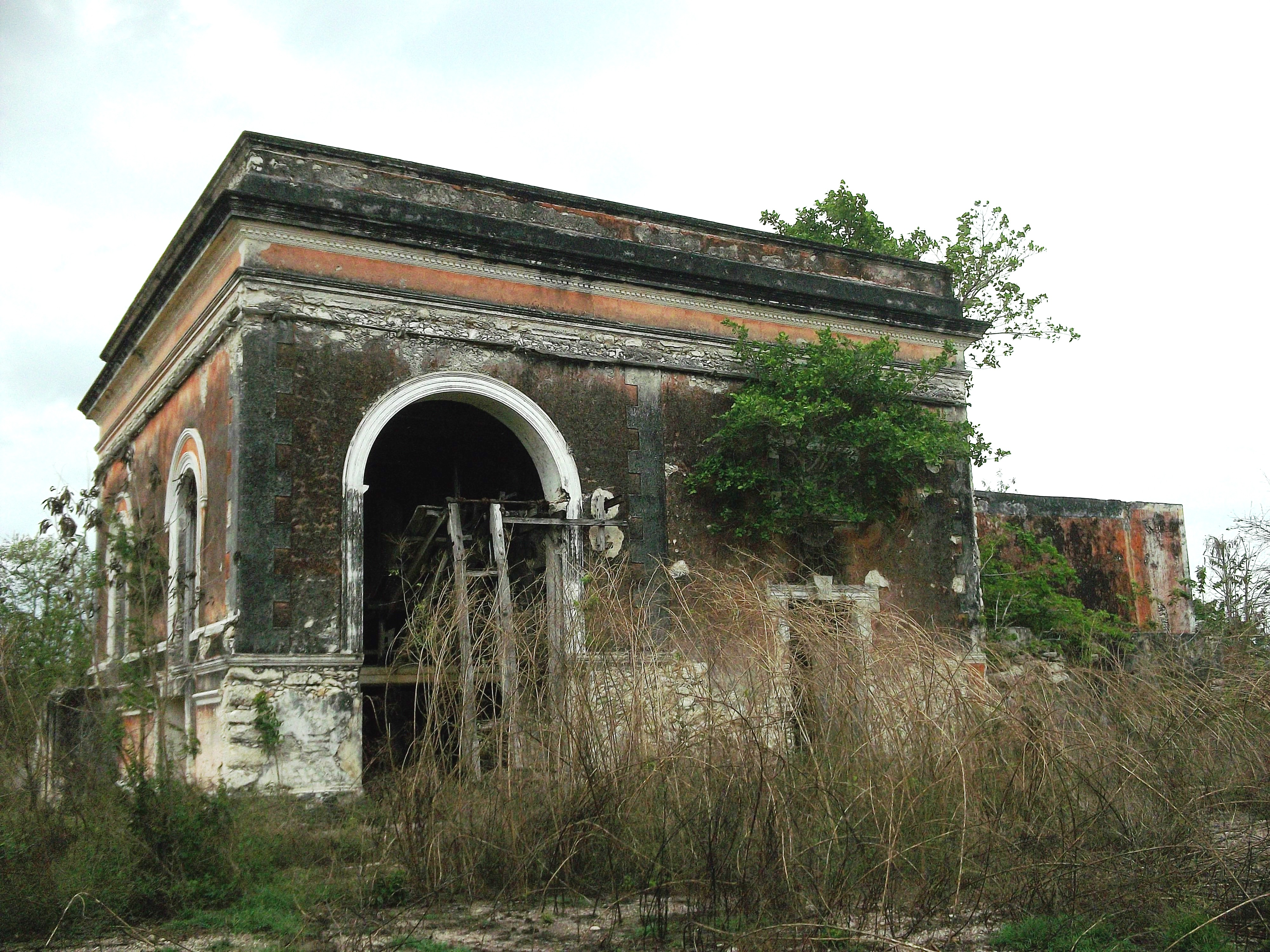
Vista.